# Florencia Ortiz
Pour les articles homonymes, voir Ortiz.
Florencia Ortiz, née le 15 décembre 1971 à Buenos Aires est une actrice et chanteuse argentine.

## Carrière
Florencia Ortiz commence sa carrière en 1996 et se fait aussitôt connaître avec le rôle principal d'Agustina Cisneros dans la telenovela 90-60-90 Modelos (es). Les années suivantes, Ortiz est de plus en plus présente dans diverses telenovelas. Elle y incarne principalement le rôle de l'antagoniste.
Ortiz a une attention internationale de juillet 2014 à février 2015 avec le rôle de l'intrigante Priscila Ferro dans la troisième saison de la série de Disney Channel Violetta.

## Vie privée
Elle se met en couple avec Lucas Inza en 2007 avec qui elle a une fille prénommée Eva en 2008. En 2016, après son mariage, elle décide d'avoir une carrière moins intense et plus inventive, part s'installer en Espagne à Premià de Mar.

## Filmographie

### Cinéma
| Año  | Título                       | Personaje       | Notas        |
| ---- | ---------------------------- | --------------- | ------------ |
| 1998 | Buenos Aires me mata         | Une danseuse    |              |
| 2003 | ¿Quién es Alejandro Chomski? | Elle-même       | Documentaire |
| 2007 | La cámara oscura             | Ruth            |              |
| 2007 | La señal                     | Ivonne de Carlo |              |

### Télévision
| Année     | Titre                         | Personnage                                        | Chaîne                       |
| --------- | ----------------------------- | ------------------------------------------------- | ---------------------------- |
| 1996      | 90 60 90 modelos              | Agustina Cisneros                                 | Canal 9                      |
| 1997      | Los herederos del poder       | Betina                                            | Canal 9                      |
| 1997      | Milady, la historia continúa  | Victoria Taylor Monti de López Quintana (vilaine) | Telefe                       |
| 1998      | Muñeca brava                  | Pilar (vilaine secondaire)                        | Telefe                       |
| 2000      | Los médicos de hoy            | Samanta                                           | Canal 9                      |
| 2000      | Los buscas de siempre         | Ximena                                            | Canal 9                      |
| 2001      | Los médicos de hoy 2          | Verónica                                          | Canal 9                      |
| 2002      | ¡Ala... Dina!                 | Alma                                              | TVE                          |
| 2003      | Autoestima                    | Julieta                                           | Televisión Pública Argentina |
| 2005      | Amor en custodia              | Rubí Rosales                                      | Telefe                       |
| 2005-2006 | Un cortado, historias de café | Valeria                                           | Televisión Pública Argentina |
| 2006      | Se dice amor                  | Miranda Santillán Güemes (vilaine principal)      | Telefe                       |
| 2006      | Amo de casa                   | Romina                                            | Canal 9                      |
| 2007      | Le Monde de Patricia          | Emilia Escobar                                    | Canal 13                     |
| 2008      | Amanda O                      | Ángeles (vilaine)                                 | América TV                   |
| 2008      | Mujeres de nadie              | Belén (vilaine invitée)                           | Canal 13                     |
| 2009      | Champs 12                     | Andrea Márquez (vilaine)                          | América TV                   |
| 2010      | Secretos de amor              | Sandra (vilaine)                                  | Telefe                       |
| 2011      | Los Únicos                    | Vanina (vilaine)                                  | Canal 13                     |
| 2012      | Volver a nacer                | Jessica                                           | Televisión Pública Argentina |
| 2012-2013 | Dulce amor                    | Gisela Martínez                                   | Telefe                       |
| 2014      | Somos familia                 | Benigna "Nina" Miranda (vilaine)                  | Telefe                       |
| 2014-2015 | Violetta                      | Priscila (vilaine)                                | Disney Channel               |
| 2015      | Esperanza mía                 | Alicia (vilaine)                                  | El Trece                     |
| 2017      | Dalia de las hadas            | Alberica                                          | La5                          |